# Schneider Veronika
Schneider Veronika (Budapest, 1987. július 17. –) magyar sakkozó, női nemzetközi nagymester, U10, U16, U18 korosztályos ifjúsági és U20 junior, valamint felnőtt magyar bajnok, sakkolimpikon.

## Pályafutása
1996-ban és 1997-ben megnyerte az U10 korosztályos magyar bajnokságot, 2002-ben az U16, 2004-ben
és 2005-ben az U18, és ugyanebben az évben az U20 junior bajnokságot, 2006-ban az U20 korosztályosok között végzett az 1. helyen.
2003-ban 3. helyezést ért el az U16 korosztályos magyar bajnokságon.
2001-ben az U14 korosztályos ifjúsági világbajnokságon a 8-11. helyen, 2005-ben az U18 világbajnokságon a 11-17. helyen végzett.
A magyar női sakkbajnokságon 2005-ben a harmadik, 2008-ban és 2011-ben a 2. helyen végzett. 2008-ban megnyerte a magyar női KO sakkbajnokságot.
2005-ben szerezte meg a női nemzetközi mesteri (WIM) címet, és 2011-ben kapta meg a női nemzetközi nagymesteri (WGM) címet, amelyhez a szükséges normákat a 2010-ben rendezett 11. Európa-bajnokságon, valamint a 2011-es Dubai Open versenyen teljesítette.
A 2018. szeptemberben érvényes Élő-pontszáma 2248 volt. Legmagasabb pontértéke a 2010. májusban elért 2339 volt. A magyar ranglistán az aktív női versenyzők között a 10. helyen állt. 2018 októberétől inaktív.

## Csapateredményei
2008-ban tagja volt a magyar válogatottnak a sakkolimpián.
Négy alkalommal (1997, 1999, 2005, 2009) volt tagja a női Európa-bajnokságokon a magyar válogatottnak, 2005-ben az egyéni eredménye a mezőnyben a legjobb volt.
1997 és 1999 között szerepelt csapatával a női Bajnokcsapatok Európa Kupájában, ahol 1997-ben a 2. helyet szerezték meg.
1998-ban tagja volt a MITROPA Kupán szereplő magyar férfi válogatottnak.

## Kiemelkedő versenyeredményei
- 2. helyezés: First Saturday verseny (FS02 FM-A), Budapest (2002)[23]
- 2. helyezés: First Saturday verseny (FS06 FM-B), Budapest (2002)[24]
- 2. helyezés: First Saturday verseny (FS10 FM-A), Budapest (2002)[25]
- 3. helyezés: First Saturday verseny (FS02 FM-A), Budapest (2003)[26]
- 3. helyezés: First Saturday verseny (FS05 FM-A), Budapest (2004)[27]
- 1-3. helyezés: First Saturday verseny (FS10 IM), Budapest (2006)[28]
- 1-4. helyezés: Total Bau Open, Nyíregyháza (2007)[29]
- 2. helyezés (holtversenyben): Női nagymesterverseny, Krk (2008)[30]
- 3. helyezés: Női nagymesterverseny, Graz (2010)[31]